# Липці
Ли́пці — село в Україні, у Липецькій сільській громаді Харківського району Харківської області, адміністративний центр Липецької сільської об'єднаної територіальної громади.

## Географія
Село Липці розміщене за 20 км на північ від міста Харків на берегах річки Харків у місці впадіння в неї річки Липець (ліва притока), на відстані 1 км вище за течією річку перегороджує гребля Трав'янського водосховища, нижче за течією примикає село Слобожанське.

## Історія

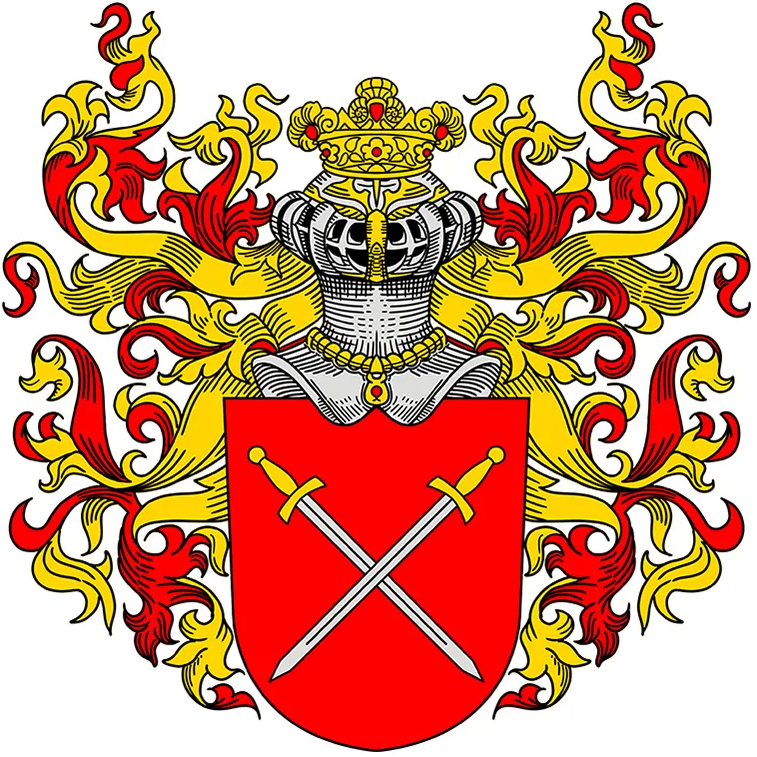
Герб містечка Липці (реконструкція Олега Однороженка)

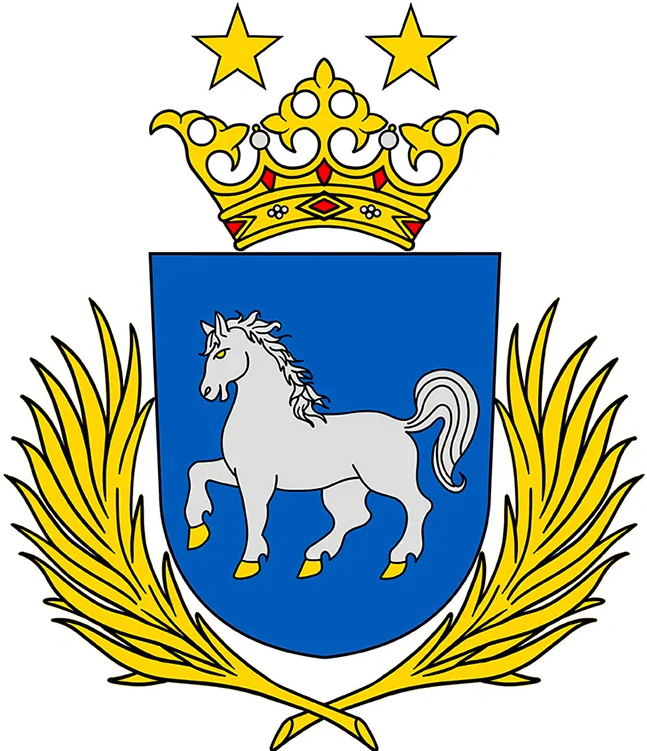
Герб Липецької сотні (реконструкція Олега Однороженка)

Липці на мапі 1783 року

Село вперше згадується у 1660 році, як засноване селянами з Правобережної України.
Помилкова дата заснування 1655 рік, яку опублікував Філарет на основі документу «Пам'ять Григорію Спешнєву», стосується заснування не Липців, а Харкова, що встановив архівіст В. В. Страшко та історик Д. І. Багалій.
З другої половини XVII століття по 1765 рік Липці — сотенне містечко Харківського слобідського козацького полку, яке мало оригінальну геральдичну символіку. У 1765—1780 роках — центр Липецького комісарства. У 1780—1796 роках — казенна слобода Харківського повіту Харківського намісництва. Станом на 1779 рік в селі налічувалося 1479 мешканців — 1431 «військового обивателя» та 48 циган. Містечко мало власну символіку: сотенний прапор, з зображенням святого Юрія Змієборця, і печатку сотенного правління з зображенням коня.
Станом на 1864 рік у казенній слободі, центрі Липецької волості Харківського повіту, мешкало 3962 особи (1964 чоловічої та 1998 жіночої статі), налічувалось 1272 дворових господарства, існували три православні церкви, училище, етапне приміщення, станова квартира, за рік тут відбувалося шість ярмарків.
7 жовтня 1871 року Харківським товариством поширення у народі грамотності була відкрита у селі одна з перших у Східній Україні безплатна народна бібліотека. Після пожежі 1879 року, бібліотека була ліквідована, а вцілілі книги перевезли до Харкова.
Станом на 1914 рік кількість мешканців зросла до 10211 осіб.
Під час організованого радянською владою голодомору 1932—1933 років померло щонайменше 250 мешканців села.

### У Незалежній Україні
12 червня 2020 року Липцівська сільська рада, в ході децентралізації, об'єднана з Липецькою сільською громадою.

### Російсько-українська війна
З початку російського вторгнення в Україну, з 24 лютого по 11 вересня 2022 року, село перебувало під російською окупацією.
11 вересня 2022 року Збройні сили України під час контрнаступу звільнили село від російських окупантів.

## Населення
Згідно з переписом УРСР 1989 року чисельність наявного населення села становила 4708 осіб, з яких 2069 чоловіків та 2639 жінок.
За переписом населення України 2001 року в селі мешкали 4182 особи.
Станом на 2025 рік кількість населення складає лише 4 людини. 

### Мовний склад
Рідна мова населення за даними перепису 2001 року:
| Мова       | Чисельність, осіб | Доля     |
| ---------- | ----------------- | -------- |
| Українська | 3 262             | 78,00 %  |
| Російська  | 895               | 21,40 %  |
| Інше       | 25                | 0,60 %   |
| Разом      | 4 182             | 100,00 % |

## Економіка
- Молочно-товарна ферма.
- Швейна фабрика.
- Маслосироцех Комарівського молокозаводу.
- «Діброва», табір обкому профспілки працівників АПК.
- ВАТ «Харківський дослідний завод».

## Заклади освіти
- Липецька загальноосвітня школа І—ІІІ ступеня імені П. В. Щепкіна

## Пам'ятка
- Старовинні каменоломні.

## Відомі уродженці
- Бабенко Володимир Дем'янович (1937—2002) — полковник, начальник пожежної охорони Луганської області.
- Гузир Володимир Павлович (нар. 1955) — перший заступник Генерального прокурора України, державний радник юстиції 3 класу, заслужений юрист України.
- Домановський Андрій Миколайович (нар. 1980) — український історик, візантиніст, медієвіст.
- Зімницький Михайло Іванович (1892—1965) — український військовий, громадський і політичний діяч; інженер-агроном. Хорунжий Армії УНР.
- Мнушко Зоя Миколаївна (нар. 1948) — докторка фармацевтичних наук, професор, заслужений діяч науки і техніки України, дійсний член Національної академії наук України.
- Піддубний Іван Трохимович (1896—1985) — український військовий, суспільно-політичний діяч, автор спогадів, один із основоположників Української Революційно-Демократичної партії, інженер-агроном, науковець, журналіст. Хорунжий Армії УНР.
- Черних Валентина Франківна (нар. 1959) — докторка медичних наук, професорка, генеральний директор медико-фармацевтичної фірми «Магістр—Валентина» (з 1994 року).
- Шабельник Ольга Кузьмівна — заслужена артистка України, актриса академічного українського драматичного театру імені Тараса Шевченка, актриса Харківського театру юного глядача.
- Шведов Іван Михайлович (1898—1959) — український оперний співак, заслужений артист УРСР.

## Цікавий факт
- У Липцях відбувається дія оповідання Григорія Квітки-Основ'яненка «Салдацький патрет» (написане і вперше опубліковане 1833 року) — першого україномовного оповідання, що стояло біля витоків української художньої прози[19].